# Grand Theft Auto VI
Grand Theft Auto VI er et kommende videospil under udvikling af Rockstar Games. Det forventes at blive det ottende primære spil i Grand Theft Auto-serien, det syvende er Grand Theft Auto V (2013), og det sekstende spil i alt. Det foregår i den fiktive delstat Leonida, som baserer sig på Florida, og byen Vice City, som er inspireret af Miami. Efter flere års spekulationer og læk bekræftede Rockstar i februar 2022, at spillet var under udvikling. Optagelser fra ufærdige versioner blev lækket online i september 2022 i det, der blev beskrevet som en af de største læk i videospilindustriens historie. Spillet blev formelt afsløret i december 2023 og forventes at blive udgivet den 26 maj 2026 til PlayStation 5 og Xbox Series X/S.